# 金川郡
金川郡（クムチョンぐん）は、朝鮮民主主義人民共和国黄海北道に属する郡。

## 地理
黄海北道の南部、礼成江流域に位置する。

## 行政区画
1邑・14里を管轄する。
- 金川邑（クムチョヌプ）
- 江南里（カンナムニ）
- 江北里（カンブンニ）
- 鶏井里（ケジョンニ）
- 南亭里（ナムジョンニ）
- 徳山里（トクサンニ）
- 両合里（リャンハムニ）
- 龍城里（リョンソンニ）
- 文明里（ムンミョンニ）
- 白馬里（ペンマリ）
- 白陽里（ペギャンニ）
- 新江里（シンガンニ）
- 円明里（ウォンミョンニ）
- 月岩里（ウォラムニ）
- 峴内里（ヒョンネリ）

## 歴史

### 前近代
三国時代には百済、のちに高句麗の版図であった。統一新羅時代には牛峰県とされ、漢州に属した。高麗王朝成立後の995年、関内道の所属の県となる。1015年、西海道平州に編入される。1061年には開城府に編入された。
朝鮮王朝成立後の1395年、豊海道（のちに黄海道）牛峰県となる。1652年、黄海道牛峰県と開城府江陰県が合併され、黄海道金川郡に改編された。

### 近代
1895年には地方制度改革によって金川郡と兎山郡が分離され、開城府に属した（二十三府制）。翌1896年には黄海道所属となった（十三道制）。日本統治下の1914年、兎山郡が廃止され、その大部分が金川郡に編入された。1943年現在、13面・110里が所属した。
| - 金川面 － 금천면【金川面】 （クムチョン=ミョン） - 古東面 － 고동면【古東面】 （コドン=ミョン） - 西北面 － 서북면【西北面】 （ソブク=ミョン） - 山外面 － 산외면【山外面】 （サヌェ=ミョン） - 牛峰面 － 우봉면【牛峰面】 （ウボン=ミョン） - 雄徳面 － 웅덕면【雄德面】 （ウンドク=ミョン） - 左面 － 좌면【左面】 （チャ=ミョン） | - 西泉面 － 서천면【西泉面】 （ソチョン=ミョン） - 外柳面 － 외류면【外柳面】 （ウェリュ=ミョン） - 兎山面 － 토산면【兎山面】 （トサン=ミョン） - 合灘面 － 합탄면【合灘面】 （ハプタン=ミョン） - 口耳面 － 구이면【口耳面】 （クイ=ミョン） - 峴内面 － 현내면【峴內面】 （ヒョンネ=ミョン） |

### 現代
1947年、長豊郡から北面を編入。1950年、西北面と山外面を延安郡に移管し、12面・103里に再編した。
1952年12月に行われた郡面里統廃合に伴い、牛峰・金川・古東・北・雄徳面全域と冬火面の一部（1里）、長豊郡嶺北面の一部（3里）・西南面の一部（1里）、平山郡平山面の一部（2里）を併せ、金川郡（1邑16里）が再編され、旧金川面に邑が置かれた。旧金川郡のうち、外柳・合灘・左・口耳面の全域と兎山面の一部（10里）を兎山郡に、冬火面の5里を平山郡に、兎山面の一部（3里）を江原道鉄原郡にそれぞれ移管した。
2002年10月現在、1邑14里が置かれている。

### 年表
この節の出典
- 1652年 - 黄海道牛峰県と開城府江陰県が合併され、金川郡が設置される。
- 1895年 - 兎山郡と併合され、開城府に属する金川郡となる（二十三府制）。
- 1896年 - 黄海道所属となる（十三道制）。管下に15面があった：郡内面・九水面・峴内面・馬山面・右面・北面・西面・東面・古東面・合灘面・好賢面・左面・山外面・冬火面・口耳面。
- 1914年4月1日 - 郡面併合により、兎山郡(美原面を除く)および平山郡金岩面が金川郡に編入。金川郡に以下の面が成立。(15面)
  - 金郊面・峴内面・白馬面・西北面・古東面・合灘面・好賢面・左面・山外面・冬火面・口耳面・月城面・西泉面・外柳面・宿仁面
- 1929年 - 金郊面が金川面に改称。(15面)
- 1939年 (12面)
  - 白馬面および峴内面の一部が合併し、牛峰面が発足。
  - 好賢面・冬火面が合併し、雄徳面が発足。
  - 月城面・宿仁面が合併し、兎山面が発足。
  - 峴内面の残部が金川面に編入。
- 1945年8月(光復直後) (17面)
  - 雄徳面の一部が分立し、冬火面が発足。
  - 京畿道開豊郡嶺北面および嶺南面・北面・土城面の各一部（開豊郡の38度線以北の地域）を編入。
- 1945年11月 - 嶺北面・嶺南面・北面・土城面が長豊郡に編入。(13面)
- 1947年 - 長豊郡北面を編入。(14面)
- 1950年 - 西北面・山外面が延白郡に移管。(12面)
- 1952年12月 - 郡面里統廃合により、黄海道金川郡牛峰面・金川面・古東面・北面・雄徳面および冬火面の一部、長豊郡嶺北面・小南面の各一部、平山郡平山面の一部地域をもって、金川郡を設置。金川郡に以下の邑・里が成立。(1邑16里)
  - 金川邑・南亭里・龍城里・白馬里・峴内里・円明里・文明里・月岩里・徳山里・鶏井里・江北里・礪峴里・山城里・江南里・両合里・白陽里・新江里
- 1954年10月 - 黄海道の分割により、黄海北道金川郡となる。(1邑16里)
  - 江南里の一部が礪峴里に編入。
- 1960年3月 - 山城里の一部が開城直轄市長豊郡月古里に編入。(1邑16里)
- 1961年3月 (1邑14里)
  - 礪峴里および江南里の一部が開城直轄市開豊郡に編入。
  - 山城里が開城直轄市長豊郡に編入。
- 1989年4月14日 - 礼成江に掛かる高速道路の橋が建設中に崩落する事故が発生[2]。

## 交通

### 鉄道
- 平釜線
  - 金川駅 - 鶏井駅